# Хуньнань
Хуньна́нь (кит. упр. 浑南, пиньинь Húnnán, буквально: «к югу от реки Хуньхэ») — район городского подчинения города субпровинциального значения Шэньян (КНР).

## История
В 1964 году был образован район Дунлин (东陵区). В 1991 году на его территории была создана зона научно-технического развития. В 1996 году она была выделена в отдельную административную единицу, которая в 2001 году была переименована в Новый район Хуньнань (浑南新区).
В 2010 году произошло изменение административного деления, и та часть бывшего района Дунлин, которая была расположена южнее реки Хуньхэ, была объединена с Новым районом Хуньнань в новый район городского подчинения, который опять получил название Дунлин. В 2014 году он был переименован в Хуньнань.

## Административное деление
Район Хуньнань делится на 14 уличных комитетов.

## Транспорт
- Международный аэропорт Таосянь

## Достопримечательности
- Шэньянский Дунлин